# Anastasios Mitropulos
Anastasios „Tasos” Mitropulos (gr. Τάσος Μητρόπουλος, ur. 23 sierpnia 1957 w Wolosie) – piłkarz grecki grający na pozycji pomocnika.

## Kariera klubowa
Karierę piłkarską Mitropulos rozpoczął w klubie Aris Petroupoli. W 1976 roku przeszedł do pierwszoligowego Ethnikosu Pireus. Tam grał przez 4 roku nie odnosząc sukcesów. Latem 1981 trafił do lokalnego rywala Ethnikosu, Olympiakosu Pireus. Już w 1982 roku wywalczył swoje pierwsze mistrzostwo kraju w karierze, a w 1983 obronił z Olympiakosem tytuł mistrzowski. W 1984 roku został wicemistrzem kraju, a w 1987 roku po raz trzeci mistrzem. W latach 1989, 1991 i 1992 roku ponownie został wicemistrzem swojego kraju. Z kolei w 1990 i 1992 roku zdobył dwa Puchary Grecji.
Przed rozpoczęciem sezonu 1992/1993 Mitropulos odszedł z Olympiakosu do AEK Ateny. W AEK-u grał przez dwa lata, ale zarówno w sezonie 1992/1993, jak i 1993/1994 zostawał mistrzem Grecji.
Latem 1994 Mitropulos zmienił barwy klubowe i został piłkarzem Panathinaikosu Ateny, jednak przez pół roku rozegrał tam jedno spotkanie i następnie przeszedł do Apollonu Smyrnis. W sezonie 1995/1996 występował w Iraklisie Saloniki, a rok później grał w Verii FC. Latem 1997 wrócił do Olympiakosu, ale nie wystąpił w żadnym ligowym spotkaniu i ostatecznie wiosną 1998 zakończył karierę piłkarską.
Po zakończeniu kariery piłkarskiej Mitropulos został politykiem i zasiadał w radzie miejskiej Pireusu. W 2004 roku wystartował w wyborach do parlamentu z ramienia partii Nowa Demokracja.
| Sezon   | Klub             | Kraj   | Rozgrywki     | Mecze | Bramki |
| ------- | ---------------- | ------ | ------------- | ----- | ------ |
| 1976/77 | Ethnikos Pireus  | Grecja | Alpha Ethniki | 29    | 3      |
| 1977/78 | Ethnikos Pireus  | Grecja | Alpha Ethniki | 27    | 8      |
| 1978/79 | Ethnikos Pireus  | Grecja | Alpha Ethniki | 15    | 5      |
| 1979/80 | Ethnikos Pireus  | Grecja | Alpha Ethniki | 18    | 6      |
| 1980/81 | Ethnikos Pireus  | Grecja | Alpha Ethniki | 23    | 3      |
| 1981/82 | Olympiakos SFP   | Grecja | Alpha Ethniki | 25    | 5      |
| 1982/83 | Olympiakos SFP   | Grecja | Alpha Ethniki | 28    | 7      |
| 1983/84 | Olympiakos SFP   | Grecja | Alpha Ethniki | 26    | 7      |
| 1984/85 | Olympiakos SFP   | Grecja | Alpha Ethniki | 23    | 6      |
| 1985/86 | Olympiakos SFP   | Grecja | Alpha Ethniki | 25    | 8      |
| 1986/87 | Olympiakos SFP   | Grecja | Alpha Ethniki | 21    | 4      |
| 1987/88 | Olympiakos SFP   | Grecja | Alpha Ethniki | 19    | 1      |
| 1988/89 | Olympiakos SFP   | Grecja | Alpha Ethniki | 23    | 7      |
| 1989/90 | Olympiakos SFP   | Grecja | Alpha Ethniki | 19    | 5      |
| 1990/91 | Olympiakos SFP   | Grecja | Alpha Ethniki | 14    | 0      |
| 1991/92 | Olympiakos SFP   | Grecja | Alpha Ethniki | 17    | 1      |
| 1992/93 | AEK Ateny        | Grecja | Alpha Ethniki | 26    | 6      |
| 1993/94 | AEK Ateny        | Grecja | Alpha Ethniki | 30    | 0      |
| 1994/95 | Panathinaikos AO | Grecja | Alpha Ethniki | 1     | 0      |
| 1994/95 | Apollon Smyrnis  | Grecja | Alpha Ethniki | 13    | 1      |
| 1995/96 | Iraklis Saloniki | Grecja | Alpha Ethniki | 8     | 1      |
| 1996/97 | PAE Weria        | Grecja | Alpha Ethniki | 29    | 6      |
| 1997/98 | Olympiakos SFP   | Grecja | Alpha Ethniki | 0     | 0      |

## Kariera reprezentacyjna
W reprezentacji Grecji Mitropulos zadebiutował 11 stycznia 1978 roku w wygranym 2:0 towarzyskim spotkaniu z Cyprem. W 1994 roku został powołany przez selekcjonera Alkietasa Panaguliasa do kadry na Mistrzostwa Świata w USA. Tam wystąpił we wszystkich trzech spotkaniach Grecji: przegranych po 0:4 z Argentyną i Bułgarią oraz 0:2 z Nigerią. Do 1994 roku rozegrał w kadrze narodowej 76 meczów i strzelił 8 goli.